# Good Charlotte (album)
Good Charlotte – debiutancki album studyjny  amerykańskiego zespołu Good Charlotte. Zespół ten zadebiutował na światowej scenie piosenką Little Things z tej płyty. Następne single to The Motivation Proclamation i Festival Song. Po reedycji płyty nakręcono jeszcze klip The Click.

## Lista utworów
1. Little Things 3:23
2. Waldorf Worldwide 3:21
3. The Motivation Proclamation 3:36
4. East Coast Anthem 2:27
5. Festival Song 3:00
6. Complicated 2:29
7. Seasons 3:15
8. I Don't Wanna Stop 2:41
9. I Heard You 2:43
10. The Click 3:33 (dodawany na późniejszych kopiach)
11. Walk By 2:42
12. Let Me Go 3:01
13. Screamer 3:36
14. Change 4:42

- Thank You, Mom 3:56 (ukrywana piosenka, może być 2 min po "Change")
- If You Leave 2:45 (Bonus na płycie japońskiej)

## Miejsca albumu i singli na listach
Album:
| Lista         | Najwyższa pozycja |
| ------------- | ----------------- |
| Billboard 200 | 185               |

Single:
| Rok  | Singel                        | Lista             | Pozycja |
| ---- | ----------------------------- | ----------------- | ------- |
| 2000 | "Little Things"               | U.S. Modern Rock  | 23      |
| 2000 | "The Motivation Proclamation" | Billboard Hot 100 | 65      |